# Xã Will, Quận Will, Illinois
Xã Will (tiếng Anh: Will Township) là một xã thuộc quận Will, tiểu bang Illinois, Hoa Kỳ. Năm 2010, dân số của xã này là 1.821 người.